# Eden Games
Eden Games (känt som Eden Studios fram till 2003) är ett företag som utvecklar datorspel. I maj 2002 såldes företaget till Infogrames Group. Företaget är mest känt för spelserierna Need For Speed och V-Rally liksom för Test Drive Unlimited. I februari 2011 släpptes Test Drive Unlimited 2 för PlayStation 3, Xbox 360 och PC. Företaget ägs av Atari, SA.

## Spel
| Utgivningsdatum | Namn                                      | Plattform                                                      |
| --------------- | ----------------------------------------- | -------------------------------------------------------------- |
| 1997            | V-Rally                                   | Playstation, PC, Game Boy                                      |
| 1999            | V-Rally 2                                 | PC, PlayStation                                                |
| 2000            | Need for Speed: Porsche Unleashed         | PC, PlayStation                                                |
| 2002            | V-Rally 3                                 | PC, PlayStation, Dreamcast                                     |
| 2003            | Kya: Dark Lineage                         | PC, PlayStation 2                                              |
| 2004            | Titeuf : Mega Compet                      | PlayStation 2, PC                                              |
| 2006            | Test Drive Unlimited                      | PlayStation 2, Xbox 360, PC                                    |
| 2008            | Alone in the Dark                         | PlayStation 3, Xbox 360, PC                                    |
| 2011            | Test Drive Unlimited II                   | PlayStation 3, Xbox 360, PC                                    |
| 2015            | GT Spirit                                 | Apple TV                                                       |
| 2016            | Gear.Club                                 | iOS, Android                                                   |
| 2017            | Gear.Club Unlimited                       | Nintendo Switch                                                |
| 2018            | Gear.Club Unlimited 2                     | Nintendo Switch                                                |
| 2018            | F1 Mobile Racing                          | iOS, Android                                                   |
| 2019            | Gear.Club Unlimited 2: Porsche Edition    | Nintendo Switch                                                |
| 2020            | Gear.Club Unlimited 2: Tracks Edition     | Nintendo Switch                                                |
| 2021            | Gear.Club Unlimited 2: Definitive Edition | Nintendo Switch                                                |
| 2021            | Gear.Club Unlimited 2: Ultimate Edition   | Playstation 4, Xbox One, Playstation 5, Xbox Series X/S, Steam |
| 2022            | Gear.Club Stradale                        | Apple Arcade                                                   |
| 2022            | Smurfs Kart                               | Nintendo Switch                                                |